# Atamán
Atamán (variantes otaman, vataman y wataman; en ruso: атаман, ватаман; en ucraniano: ота́ман) era el título de varios tipos de líderes de cosacos y jaidamakas. En el Imperio ruso, era el título oficial de los comandantes supremos de los ejércitos cosacos. La versión ucraniana de la palabra es hetman y el término otaman representaba un rango inferior.

## Etimología
Se discute la etimología de las palabras atamán y hetman. Puede haber varios orígenes germanos o turcos independientes para formas aparentemente afines de palabras, todas referidas al mismo concepto. La forma hetman puede derivar del alemán hauptmann, «capitán» o literalmente «jefe», aunque también podría ser checa o polaca. La forma atamán es probablemente de origen turco, que significa literalmente «padre de los jinetes». Durante ciertos períodos, especialmente en la República de las Dos Naciones, se refería al jefe supremo de los cosacos ucranianos y existe en ruso, tártaro y turco. 

## Atamanes
Iván Mazepa fue elegido atamán, sirviendo desde 1687 hasta 1708.
Kirilo Triliovski tomó el cargo de atamán general de los fusileros ucranianos de Sich.
Simón Petliura fué el último atamán ucraniano (1918-1921).

## Uso
Similarmente a otras comunidades campesinas rusas medievales que se organizaban a través de un consejo llamado veche en los cosacos del Don, pero también en las de Kubán, Ural y Térek, un consejo de ancianos elegía anualmente al atamán, al que ayudaban en el gobierno.
Las decisiones más importantes y que afectaban a toda la comunidad debían ser ratificadas por una asamblea llamada krug, que representaba a todas las villas. Esta hacía de poder judicial, donde cada miembro tenía voz y voto; ante ella el atamán defendía las razones de sus decisiones y le autorizaba o no a iniciar una guerra. El krug podía reelegir al atamán de considerarlo apto, en caso contrario debía dejar su cargo un día antes de cumplir el año y volvía a ser otro cosaco con los mismos derechos. Si el atamán cometía algún acto sin consentimiento de esta asamblea, aquella podía juzgarlo y, de ser hallado culpable de graves crímenes, se podría sentenciarlo a muerte. Los poderes de un atamán eran absolutos durante la guerra, actuando como un «dictador militar», respondiendo solo ante el krug, y cerca de aquello en tiempos de paz, estando a cargo de las relaciones con otros países o negociando tratados, debiendo reportar todo avance al krug, que también tenía la última palabra de si se aceptaba o no el documento. Además, a nivel de cada villa existía una stanitsa o consejo local que elegía su propio atamán y en el que cada cosaco podía participar. Un grupo de villas formaba un voisco, «estado», que se gobernaba por una especie de «atamán de distrito».
Al oeste, en la «república» creada por los cosacos zaporogos a orillas del río Dniéper, cada varón cristiano, independientemente de su clase social, podía ser electo para unirse a la asamblea o rada, que elegía al hetman, ayudantes y jueces de la comunidad. También todo hombre podía votar en las elecciones, aunque a veces había violencia en las mismas. Los varones solteros adultos vivían en un fuerte o sich, donde las mujeres estaban excluidas; sus compañeros casados vivían afuera con sus familias, que siempre se unían en sus aceifas. A nivel local, cada unidad o kurín (kurin) escogía a sus propios ancianos o starshinás, que actuaban como ayudantes del atamán.
Para ser miembro, se debía cumplir con el requisito de jurar obediencia a todas las órdenes de la comunidad y expresar su deseo de unirse al consejo, siendo convocado para una asamblea especial reunida en un lugar llamado maidán, donde asistía toda la comunidad. Entonces el jefe le preguntaba: «¿Quieres unirte a nuestra organización? ¿Crees en Dios?» y si el postulante decía: «Sí», se lo invitaba a rezar y era formalmente parte de la comunidad. Pasaba a tener los mismos derechos que el más antiguo de los miembros, pudiendo votar y ser elegido, excepto ser atamán, cargo al que también estaba vetado el hijo de quien lo desempeñara.